# Campillo de Llerena
Campillo de Llerena és un municipi d'Extremadura, província de Badajoz, a 128 km de la capital provincial.

## Geografia
Està situat al nord de Llerena, aïllat al centre d'un ample territori escàs d'assentaments. Exceptuant Retamal de Llerena, a quinze quilòmetres, les restants localitats de l'entorn es troben molt més allunyades.
El seu terme municipal és de 236,86 km², i limita al nord amb els termes de Retamal i Zalamea de la Serena, al sud amb Azuaga i Maguilla, a l'est amb els de Zalamea i Peraleda del Zaucejo i a l'oest amb els d'Hornachos i Valencia de las Torres. En extensió, el poble fa el número 27 entre els 162 que té la província.
El nucli urbà està situat a les coordenades, 38° 30′ 05″, latitud nord i 5° 48′ 35″ longitud oest.

## Economia
L'estructura productiva de Campillo es caracteritza per l'elevat pes del petit comerç, i una destacable importància de la construcció i de les empreses auxiliars, que són els motors fonamentals per a la creació de llocs de treball durant els últims anys.

### Agricultura
Campillo de Llerena, està situat en una comarca principalment agrícola i ramadera, característica que corresponen també amb l'economia local.
La major part de la superfície agrària es dedica a pastures (29,6%). Entre els cultius destaca la civada (17,6%) a les terres de secà i al regadiu destaquen la colza (46,2%) i el gira-sol (40%).
El principal sistema d'explotació agrícola és el minifundi (46,7% de les explotacions són menors de 5 Ha.).

### Indústria
El sector secundari és de tipologia molt diversa al municipi. Trobem una forta dedicació als embotits, encara que també hi ha indústria tèxtil i ceràmica.

### Serveis
La major part d'empreses dedicades al sector serveis (terciari) es dediquen al petit comerç i a la restauració.